# Yingdong

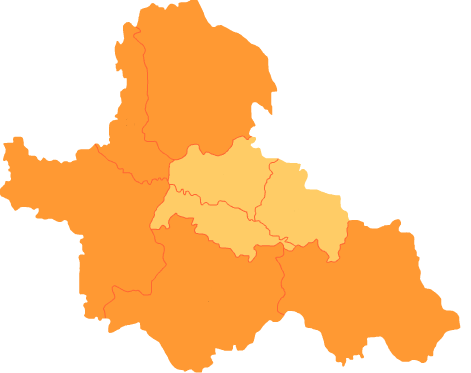
Lage des Stadtbezirks Yingdong im Gebiet der bezirksfreien Stadt Fuyang

Der Stadtbezirk Yingdong (chinesisch 颍东区, Pinyin Yǐngdōng Qū) ist ein Stadtbezirk der chinesischen Provinz Anhui. Er gehört zum Verwaltungsgebiet der bezirksfreien Stadt Fuyang. Er hat eine Fläche von 677,4 Quadratkilometern
und zählt 569.000 Einwohner (Stand: Ende 2018).

## Administrative Gliederung
Auf Gemeindeebene setzt sich der Stadtbezirk aus drei Straßenvierteln, acht Großgemeinden und einer Gemeinde zusammen. 